# Tube riding

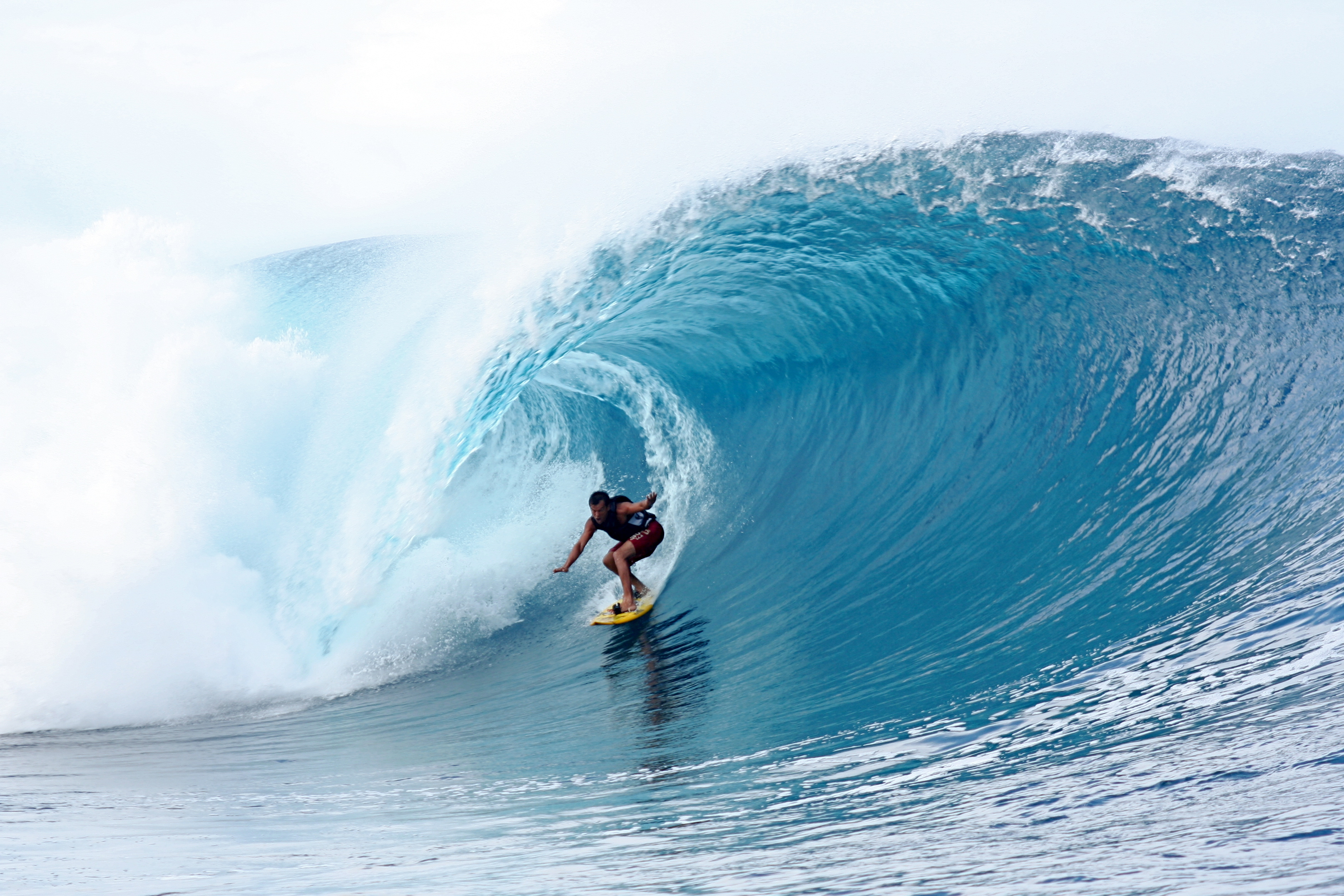
Tube riding op de golven van Teahupoo voor de kust van Tahiti.

Tube riding ook wel pipeline surfen genoemd is een variant van het surfen. Wanneer een grote oppervlaktegolf "breekt" kan deze onder de juiste condities een tunnel vormen. Deze tunnel beweegt zich in de richting van de kust. Voordat deze tunnel ontstaat kan een geoefende surfer zich liggend op de surfplank op de golf manoeuvreren en meesurfen. Wanneer de tunnel eenmaal ontstaat moet de surfer op de binnenkant van de golf blijven. Hij of zij surft als het ware naar beneden terwijl het water aan de binnenkant juist omhoog beweegt en de surfplank omhoog duwt.
Er zijn een aantal bekende pipeline-locaties, zoals de Banzai Pipeline op Hawaï en Teahupoo op Tahiti.

## Gevaren
Tube riding is niet zonder gevaar. Het wordt sterk afgeraden voor onervaren surfers. Pipelines ontstaan aan steil oplopende, vaak rotsachtige, kusten. Als de surfer valt kan deze gemakkelijk tegen de zeebodem slaan. Daarnaast is de kans op botsingen groot door de combinatie van snelheid, slecht zicht in de tube en de grote groepen die zich op populaire pipeline-locaties verzamelen.